# Gran Premi d'Espanya del 2016

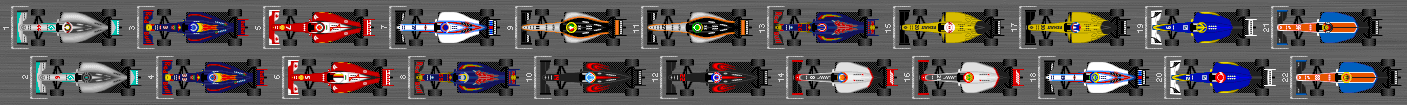
Graella de sortida del Gran Premi.

El Gran Premi d'Espanya de Fórmula 1 de la temporada 2016 es disputà al Circuit de Montmeló, del 13 al 15 de maig del 2016.

## Resultats de la qualificació
| Pos                  | No | Pilot             | Constructor          | Part 1   | Part 2   | Part 3   | Sortida |
| -------------------- | -- | ----------------- | -------------------- | -------- | -------- | -------- | ------- |
| 1                    | 44 | Lewis Hamilton    | Mercedes             | 1:23.214 | 1:22.159 | 1:22.000 | 1       |
| 2                    | 6  | Nico Rosberg      | Mercedes             | 1:23.002 | 1:22.759 | 1:22.280 | 2       |
| 3                    | 3  | Daniel Ricciardo  | Red Bull-TAG Heuer   | 1:23.749 | 1:23.585 | 1:22.680 | 3       |
| 4                    | 33 | Max Verstappen    | Red Bull-TAG Heuer   | 1:23.578 | 1:23.178 | 1:23.087 | 4       |
| 5                    | 7  | Kimi Räikkönen    | Ferrari              | 1:23.796 | 1:23.504 | 1:23.113 | 5       |
| 6                    | 5  | Sebastian Vettel  | Ferrari              | 1:24.124 | 1:23.688 | 1:23.334 | 6       |
| 7                    | 77 | Valtteri Bottas   | Williams-Mercedes    | 1:24.251 | 1:24.023 | 1:23.522 | 7       |
| 8                    | 55 | Carlos Sainz Jr.  | Toro Rosso-Ferrari   | 1:24.496 | 1.24.077 | 1:23.643 | 8       |
| 9                    | 11 | Sergio Pérez      | Force India-Mercedes | 1:24.698 | 1:24.003 | 1:23.782 | 9       |
| 10                   | 14 | Fernando Alonso   | McLaren-Honda        | 1:24.578 | 1:24.192 | 1:23.981 | 10      |
| 11                   | 27 | Nico Hülkenberg   | Force India-Mercedes | 1:24.463 | 1:24.203 |          | 11      |
| 12                   | 22 | Jenson Button     | McLaren-Honda        | 1:24.583 | 1:24.348 |          | 12      |
| 13                   | 26 | Daniil Kvyat      | Toro Rosso-Ferrari   | 1:24.696 | 1:24.445 |          | 13      |
| 14                   | 8  | Romain Grosjean   | Haas-Ferrari         | 1:24.716 | 1:24.480 |          | 14      |
| 15                   | 20 | Kevin Magnussen   | Renault              | 1:24.669 | 1:24.625 |          | 15      |
| 16                   | 21 | Esteban Gutiérrez | Haas-Ferrari         | 1:24.406 | 1:24.778 |          | 16      |
| 17                   | 30 | Jolyon Palmer     | Renault              | 1:24.903 |          |          | 17      |
| 18                   | 19 | Felipe Massa      | Williams-Mercedes    | 1:24.941 |          |          | 18      |
| 19                   | 9  | Marcus Ericsson   | Sauber-Ferrari       | 1:25.202 |          |          | 19      |
| 20                   | 12 | Felipe Nasr       | Sauber-Ferrari       | 1:25.579 |          |          | 20      |
| 21                   | 94 | Pascal Wehrlein   | Manor-Mercedes       | 1:25.745 |          |          | 21      |
| 22                   | 88 | Rio Haryanto      | Manor-Mercedes       | 1.25.939 |          |          | 22      |
| 107% temps: 1:28.812 |    |                   |                      |          |          |          |         |
| Font:                |    |                   |                      |          |          |          |         |

## Resultats de la Cursa
| Pos   | No | Pilot             | Constructor          | Voltes | Temps / Retirada | Pos.Sortida | Punts |
| ----- | -- | ----------------- | -------------------- | ------ | ---------------- | ----------- | ----- |
| 1     | 33 | Max Verstappen    | Red Bull-TAG Heuer   | 66     | 1h 41' 40. 017   | 4           | 25    |
| 2     | 7  | Kimi Räikkönen    | Ferrari              | 66     | +0.616 s         | 5           | 18    |
| 3     | 5  | Sebastian Vettel  | Ferrari              | 66     | +5.581 s         | 6           | 15    |
| 4     | 3  | Daniel Ricciardo  | Red Bull-TAG Heuer   | 66     | +43.950 s        | 3           | 12    |
| 5     | 77 | Valtteri Bottas   | Williams-Mercedes    | 66     | +45.271 s        | 7           | 10    |
| 6     | 55 | Carlos Sainz Jr.  | Toro Rosso-Ferrari   | 66     | +1:01.395 min.   | 8           | 8     |
| 7     | 11 | Sergio Pérez      | Force India-Mercedes | 66     | +1:19.538 min.   | 9           | 6     |
| 8     | 19 | Felipe Massa      | Williams-Mercedes    | 66     | +1:20.707 min.   | 18          | 4     |
| 9     | 22 | Jenson Button     | McLaren-Honda        | 65     | +1 volta         | 12          | 2     |
| 10    | 26 | Daniil Kvyat      | Toro Rosso-Ferrari   | 65     | +1 volta         | 13          | 1     |
| 11    | 21 | Esteban Gutiérrez | Haas-Ferrari         | 65     | +1 volta         | 16          |       |
| 12    | 9  | Marcus Ericsson   | Sauber-Ferrari       | 65     | +1 volta         | 19          |       |
| 13    | 30 | Jolyon Palmer     | Renault              | 65     | +1 volta         | 17          |       |
| 14    | 12 | Felipe Nasr       | Sauber-Ferrari       | 65     | +1 volta         | 18          |       |
| 151   | 20 | Kevin Magnussen   | Renault              | 65     | +1 volta         | 15          |       |
| 16    | 94 | Pascal Wehrlein   | Manor-Mercedes       | 65     | +1 volta         | 21          |       |
| 17    | 88 | Rio Haryanto      | Manor-Mercedes       | 65     | +1 volta         | 22          |       |
| 18    | 8  | Romain Grosjean   | Haas-Ferrari         | 56     | Motor            | 14          |       |
| 19    | 14 | Fernando Alonso   | McLaren-Honda        | 45     | Motor            | 10          |       |
| 20    | 27 | Nico Hülkenberg   | Force India-Mercedes | 20     | Motor            | 11          |       |
| 21    | 6  | Nico Rosberg      | Mercedes             | 0      | Col·lisió        | 2           |       |
| 22    | 44 | Lewis Hamilton    | Mercedes             | 0      | Col·lisió        | 1           |       |
| Font: |    |                   |                      |        |                  |             |       |